# Ager gallicus
Pour les articles homonymes, voir Ager.

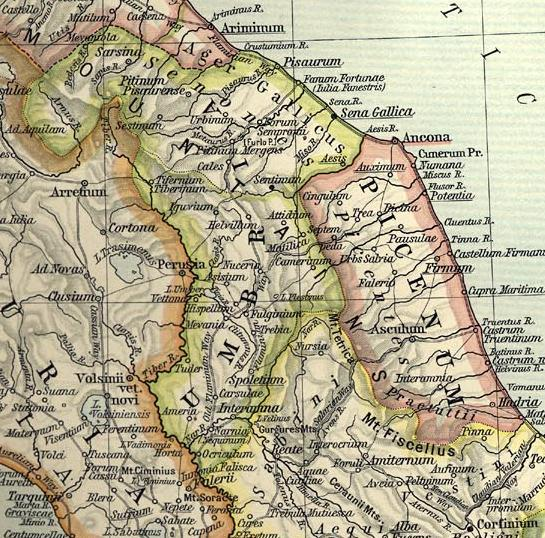
Carte de l'Ombrie, englobant l'ager gallicus, et du Picenum

L’ager gallicus (en latin, « la terre gauloise ») est un territoire sur la côte de la mer Adriatique annexé par les Romains sur les Gaulois sénons (Senoni), après leur victoire à la bataille de Sentinum (près de l'actuelle ville de Sassoferrato) en -295 sur la coalition des Gaulois et des Samnites.

## Territoire
L'ager gallicus était délimité, au nord, par le Rubicon (Rubico), à l'est, par l'Adriatique (Mare Hadriaticum ou Mare Adriaticum), au sud par l'Esino (Aesis).
Initialement habité par les Ombriens, les Sénons s'y établissent à la fin du IVe siècle av. J.-C.,. Les Romains y établissent la colonie de Sena Gallica (Senigallia) en 289 av. J.-C.. M. Curius Dentatus le conquiert en 285-284 av. J.-C.. Il devient alors un ager publicus.
Les Romains fondèrent plusieurs autres colonies pour assurer leur contrôle sur ce territoire entre Ancône et Rimini : Ariminum (Rimini), Pisaurum (Pesaro) et Fanum Fortunae (Fano).
En -232, le tribun de la plèbe Flaminius Nepos fit voter une loi agraire sur le partage des terres de l'ager gallicus, et l'attribution de lots à des citoyens pauvres. La construction de la via Flaminia assura la liaison stratégique de ce territoire avec Rome.
Lors de la réorganisation administrative de l'Italie sous Auguste, l'ager gallicus est joint à l'Ombrie pour faire partie de la Regio VI Ombrie et Gallicus ager.
Avec la réorganisation administrative de Dioclétien en 300, l'ager gallicus a été détaché de l'Ombrie et forme avec le Picenum la province appelée Flaminia et Picenum.
Puis, sous l'empereur Théodose Ier, ce territoire a de nouveau séparé du Picenum (qui à son tour constitue la province du Picenum Suburbicarium) et devient une partie de la province appelée Flaminia et Picenum Annonarium.